# Злонамерен хакер
Злонамерен хакер (или кракер от англ. crack – чупя; наричан още Black Hat) е хакер, който нарушава компютърната сигурност за собствена изгода, отмъщение или от злоба. Злонамерените хакери образуват стереотипните, нелегални хакерски групи, често изобразявани в популярната култура. Те са „въплъщението на всичко, от което се страхува обществото в един компютърен престъпник“. Злонамерените хакери проникват в защитени мрежи, за да разрушат, модифицират, или откраднат данни; или да направят мрежата неизползваема за тези, които са упълномощени да използват мрежата. Злонамерените хакери също са наричани „кракери“ в охранителната индустрия и от модерните програмисти. Кракерите пазят осведомеността за уязвимостите за себе си и не уведомяват обществото или производителя, за да бъдат създадени ъпдейти. Индивидуалната свобода и достъпност е насърчавана над поверителността и защитата. След като са придобили контрол над система, злонамерените хакери могат да слагат свои ъпдейти върху системата, само за да си запазят контрола.

## Етимология
Първоначално, терминът хакер е използван за човек, който има големи познания в областта на компютрите и богат опит в програмирането, но не е задължително да злоупотребява със своите умения. Актуалното значение на думата хакер се дължи на медиите, които от 1980 г. насам наричат компютърните престъпници хакери. В опит да се възвърне първоначалното значение е измислено и понятието „кракер“, с което да се наричат престъпниците. С разработването на законите за компютърни престъпления, навлизат термините злонамерен хакер и етичен хакер, за да се разграничат криминалните дейности от легалните.

## История
Един от първоначалните примери за дейностите на злонамерените хакери е фрийкинга. Компютърното пиратство се появява преди мрежовите устройства и интернет, но с тяхното развитие, пиратството процъфтява. За да се справят с проблема, софтуерните компании, започват да внедряват защити в продуктите си. Тези защити пораждат нов вид злонамерени хакери – кракери. Кракерите са отдадени на разбиване на защитите и предоставянето на най-новия софтуер на широката аудитория. Дигиталното пиратство също е форма на хакерство. Законът в САЩ криминализира и завишава санкциите не само при нарушаване на авторското право, но и при използването на технологии, чрез които то се заобикаля.

## Мотиви
Ако разгледаме по-скорошните дейности на злонамерените хакери, можем да анализираме мотивите им за тези атаки и хората зад тях. ФБР публикува списък с над 100 компютърни престъпления от 1999 г. до 2005 г. Само три случая са считани за обществено опасни. Това означава, че повечето деяния са за парична изгода или подбудени от лични причини. Приблизително една четвърт от случаите са на студенти или работници в сферата на компютърните науки и са с цел парична изгода или отмъщение. Доста от осъдените са добре известни членове на подземни хакерски организации. В повечето случаи, подсъдимият е асоциален млад мъж, който търси тръпка и предизвикателство. Най-често жаждата за слава и отдадените заслуги надделяват над стремежа на хакера да не бъде хванат.

## Последствия за бизнеса
Най-често от хакерски атаки страда бизнесът – милиарди долари годишно се губят вследствие на хакване и други компютърни нарушения. Хакването на клиентски, финансови и лични данни води до огромни и дългосрочни загуби за една компания. Тя носи наказателна отговорност за загубата на потребителска информация и често печалбата ѝ намалява, заради изгубеното доверие на клиентите. В повечето случаи, хакерите са служители на фирмата, търсещи отмъщение или моментна облага. Все повече пари се инвестират от компаниите и от самите потребители в защита от атаки и тяхното предотвратяване. В близкото бъдеще, бизнесът ще трябва да се справя с все по-специални и предизвикателни видове хакване. Социалното инженерство е начин за измама, който убеждава потребителя да предостави секретна информация като парола, код за достъп или друга информация, необходима за хакване на компютърна система.

## Защита от злонамерени хакери
Компаниите, които съхраняват личните и финансови данни на клиентите си, вземат допълнителни мерки за сигурност, за да предпазят ценната информация. Например онлайн групата на Microsoft, MSN/Windows Live, изисква нито една група да не съхранява лична информация без изричното съгласие на вътрешна група за сигурност. За да се провери сигурността на сайтовете на компаниите, съхраняващи данни за клиентите си, се прави опит те да бъдат хакнати. При наличието на пропуски в защитата, сайтовете биват изтеглени от интернет пространството. Много компании избират да се доверят на хакери, които да следят за евентуални пробиви в защитата и по този начин да избегнат бъдещи атаки. Една от тези компании е Майкрософт, които официално са признали, че ползват такива услуги. Борбата със злонамерените хакери обединява пострадали фирми и дружества с правителствените агенции. ФБР стартира организация, наречена infraGard, чиято цел е да се подобри споделянето на информация между правителството и частния сектор. Друга организация – CERT (от англ. Computer Emergency Response Team), е достъпна и от цивилни като позволява на всеки да подаде сигнал за кибер заплаха директно на нейния уеб сайт. CERT е част от Министерството на вътрешната сигурност и се фокусира повече върху измами и фишинг. Освен да предотвратява хакване, правителството е въвело много закони, за да се справи ефикасно с компютърните престъпления. Computer Fraud and Abuse Act е бил приет през 1988 г., за да ограничи хакването на компютърната система и да забрани неоторизирания достъп до данни на Национална сигурност и финансови институции; предаване на код, който причинява вреда, било тя финансова или физическа и дори покрива някои форми на социалното инженерство. Законът бива изменян няколко пъти като последната му поправка е в Патриотичният Акт, където се декриминализират някои от посочените преди това нарушения, но се увеличава суровостта на наказанието за извършителя. Други държави също са въвели подобни закони. В Австралия е създаден Cybercrime Act през 2001; Великобритания създава Computer Misuse Act през 1990 и др. Правителствата дори обединяват сили, за да създадат първия международен договор относно компютърните престъпления, наречен Convention on Cybercrime. Над 40 нации са подписали договора, включително и Съединените щати през август 2006.